# Clifford C. Ireland

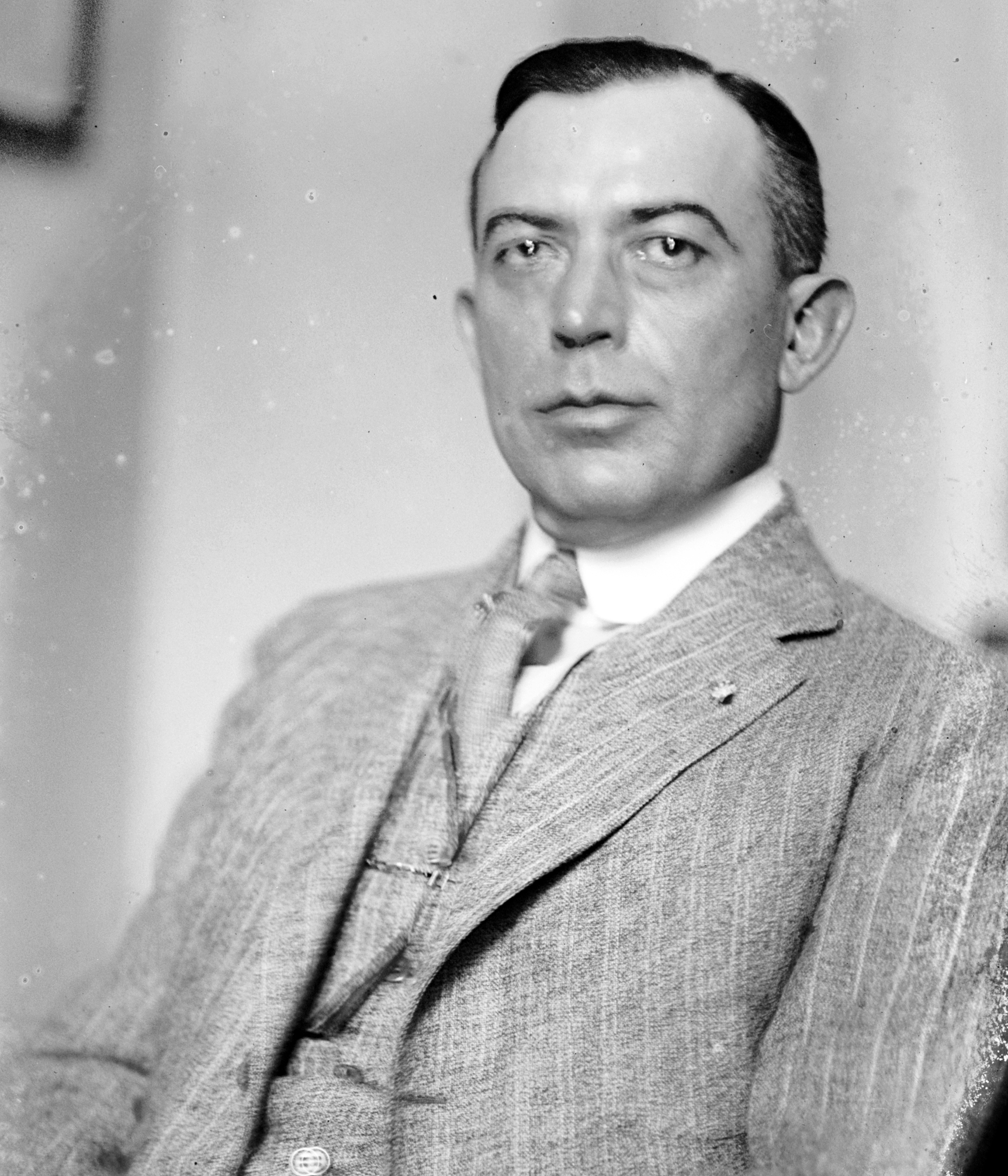
Clifford C. Ireland

Clifford Cady Ireland (* 14. Februar 1878 in Washburn, Woodford County, Illinois; † 24. Mai 1930 in Chicago, Illinois) war ein US-amerikanischer Politiker. Zwischen 1917 und 1923 vertrat er den Bundesstaat Illinois im US-Repräsentantenhaus.

## Werdegang
Clifford Ireland besuchte die öffentlichen Schulen seiner Heimat und danach die Cheltenham Military Academy in Pennsylvania. Daran schloss sich ein Studium am Knox College in Galesburg an. Anschließend studierte er bis 1901 an der University of Wisconsin–Madison. Nach einem Jurastudium am Illinois College of Law in Chicago und seiner 1909 erfolgten Zulassung als Rechtsanwalt begann er in Peoria in diesem Beruf zu arbeiten. Während des Spanisch-Amerikanischen Krieges von 1898 war er Soldat der Nationalgarde von Illinois.
Politisch wurde Ireland Mitglied der Republikanischen Partei. Bei den Kongresswahlen des Jahres 1916 wurde er im 16. Wahlbezirk von Illinois in das US-Repräsentantenhaus in Washington, D.C. gewählt, wo er am 4. März 1917 die Nachfolge des Demokraten Claude U. Stone antrat. Nach zwei Wiederwahlen konnte er bis zum 3. März 1923 drei Legislaturperioden im Kongress absolvieren. In diese Zeit fiel der Erste Weltkrieg. Außerdem wurden in den Jahren 1919 und 1920 der 18. und der 19. Verfassungszusatz ratifiziert. Dabei ging es um das Verbot des Handels mit alkoholischen Getränken bzw. um die bundesweite Einführung des Frauenwahlrechts. Zwischen 1917 und 1921 war Ireland Vorsitzender des Committee on Accounts. Im Jahr 1922 wurde er von seiner Partei nicht mehr zur Wiederwahl nominiert.
Nach dem Ende seiner Zeit im US-Repräsentantenhaus praktizierte Clifford Ireland wieder als Anwalt. Zwischen 1923 und 1926 war er Abteilungsleiter im Handelsministerium von Illinois. Er starb am 24. Mai 1930 in Chicago und wurde in Washburn beigesetzt.